# Моро, Жан-Люк
Жан-Люк Моро́ (фр. Jean-Luc Moreau; род. 2 октября 1937, Тур) — французский лингвист (финно-угровед), поэт и писатель. Автор многочисленных сборников поэзии и прозы для детей и взрослых. Переводчик с русского, финского, венгерского и других языков; популяризатор удмуртской культуры во Франции.

## Биография и деятельность
Жан-Люк Моро родился в 1937 году в Туре; там же окончил школу. Получил лингвистическое образование в Сорбонне и в Национальном институте восточных языков и культур; год стажировался в Московском государственном университете. С 1963 по 1967 год был преподавателем русского языка в университете Лилля. С 1967 по 2007 г. преподавал языки и финно-угорскую литературу в Институте восточных языков, многие годы заведовал кафедрой финно-угорских языков.
Как финно-угроведа, Моро особенно занимает судьба языков и культур малых этносов. В 1959 году, будучи стажёром МГУ им. М. В. Ломоносова, он заинтересовался редкими языками и литературами народов СССР,
в частности удмуртским (к тому времени уже зная венгерский, финский и русский языки). С тех пор удмуртская культура стала одной из основных сфер научных интересов Моро. На протяжении нескольких лет он вёл курс удмуртского языка для студентов Института восточных языков; в 1998 году, по приглашению Удмуртского государственного университета, впервые приехал в Удмуртию, а в 2009 году стал автором первого учебника по удмуртскому языку на французском языке «Parlons oudmourte». По мнению Моро, Удмуртия особенно интересна тем, что «здесь встречаются три мира, а именно: славяне, тюрки и финно-угры».
Жан-Люк Моро — автор поэтических сборников «Московия» («Moscovie», 1964), «Под маской слов» («Sous le masque des mots», 1969), «Узда на сердце» («La bride sur le cœur», 1990); детских стихов, сказок и рассказов; составитель поэтических антологий. Его творчество отличается разнообразием жанров, приёмов, тем, стихотворных форм; поэзии Моро присуще ярко выраженное игровое начало. Множество поэтических сборников Моро адресовано детям: «L’arbre perché» (1980), «Poèmes de la souris verte» (1992), «Poèmes à saute-mouton» (2003), «Donne ta langue au chat» (2005), «Poèmes pour mon bébé» (2009) и др. Председатель Дома поэзии Жак Шарпантро, называя Моро достойным продолжателем традиций «поэтов-фантазёров», отмечал, что его стихи отличаются ясностью, прозрачностью, гармонией и точностью образов; по его словам, это «поэзия любви и юмора со своим особым звучанием» («C’est une poésie d’amour et d’humour qui a son chant propre»). Многие детские стихотворения Моро были положены на музыку различными композиторами. Кроме того, Моро — автор книг рассказов для детей: «Victor et Séraphine» (1982), «Mimi et le dragon» (1988), «Les maléfices de Barbeverte» (2010), «Père Noël, tu l’as échappé belle !» (2015) и др. В большинстве своём это современные сказки, герои которых — сказочные или фольклорные персонажи, живущие в современном мире.
Одно из основных направлений творчества Жан-Люка Моро — переводческая деятельность. Он переводит преимущественно поэзию с русского, финского, венгерского, эстонского, удмуртского и других языков. Среди русскоязычных авторов, выходивших в его переводах, — классики русской поэзии, поэты Серебряного века, представители советского периода. Е. Г. Эткинд назвал Жан-Люка Моро «одним из самых проникновенных переводчиков пушкинской лирики». Кроме того, Моро — один из немногих французских переводчиков, знакомящих читателей с лучшими образцами русской поэзии для детей и юношества. Так, в составленный им сборник «Poèmes de Russie» вошли переводы 97-ми стихотворений 33-х русских поэтов XVIII—XX веков; по словам Е. В. Витковского, эта антология даёт «полную перспективу русской детской поэзии от истоков до нашего времени». В 2006 году вышел сборник «Quand Toutou se carapate» — стихотворения современного русского поэта Михаила Яснова, который, в свою очередь, переводил поэзию Моро на русский язык.
Жан-Люк Моро — лауреат ряда литературных премий, в том числе Ронсара (1963), Поль-Жана Туле (1970), Верлена (1973), Большой премии Дома поэзии (1985), Тристана Тцара (1986), Тристана Дерема (2003) и пр.. Он является почётным членом парижского Дома поэзии и почётным доктором университетов Йоэнсуу и Турку (Финляндия), Печа (Венгрия) и Ижевска (Россия). С 2004 года — член Академии наук, искусств и изящной словесности Турена.